# Juozas Nekrošius
Juozas Nekrošius (* 21. Dezember 1935 in Rimgailai bei Betygala, Rajongemeinde Raseiniai; † 15. März 2020 in Vilnius) war ein litauischer Dichter und Journalist.

## Leben
Nach dem Abitur 1954 an der Mittelschule Betygala leistete er seinen Wehrdienst und arbeitete drei Jahre in einer regionalen Zeitung. Von 1959 bis 1964 absolvierte er das Studium der Journalistik an der Fakultät für Geschichte und Philologie der Universität Vilnius.
Von 1964 bis 1973 arbeitete er bei Lietuvos komunistų partija. Von 1992 bis 1996 Mitglied im Seimas, von 1994 bis 1996 Kulturminister im Kabinett Šleževičius und Kabinett Stankevičius.
Ab 1989 war er Mitglied von LDDP.
Mit Frau Zinaida Laisvutė hat er die Kinder Arvydas, Justas und Imandra.

## Quelle
- http://www3.lrs.lt/docs3/kad2/w5_lrs.seimo_narys-p_asm_id=138&p_int_tv_id=784&p_kalb_id=1&p_kade_id=2.htm